# Siphocampylus mirabilis
Siphocampylus mirabilis är en klockväxtart som beskrevs av Franz Elfried Wimmer. Siphocampylus mirabilis ingår i släktet Siphocampylus och familjen klockväxter.
Artens utbredningsområde är Colombia. Inga underarter finns listade i Catalogue of Life.